# Terabit Ethernet
Terabit Ethernet ou 1TbE é um termo utilizado nos meios de comunicação atuais que descreve o próximo padrão de velocidade da tecnologia Ethernet superior ao atual Gigabit Ethernet. Empresas como Facebook e Google são exemplos de companias que necessitam que o padrão 1TbE seja desenvolvido.